# St.-Francis-Talsperre
Koordinaten: 34° 32′ 49,3″ N, 118° 30′ 45,4″ W

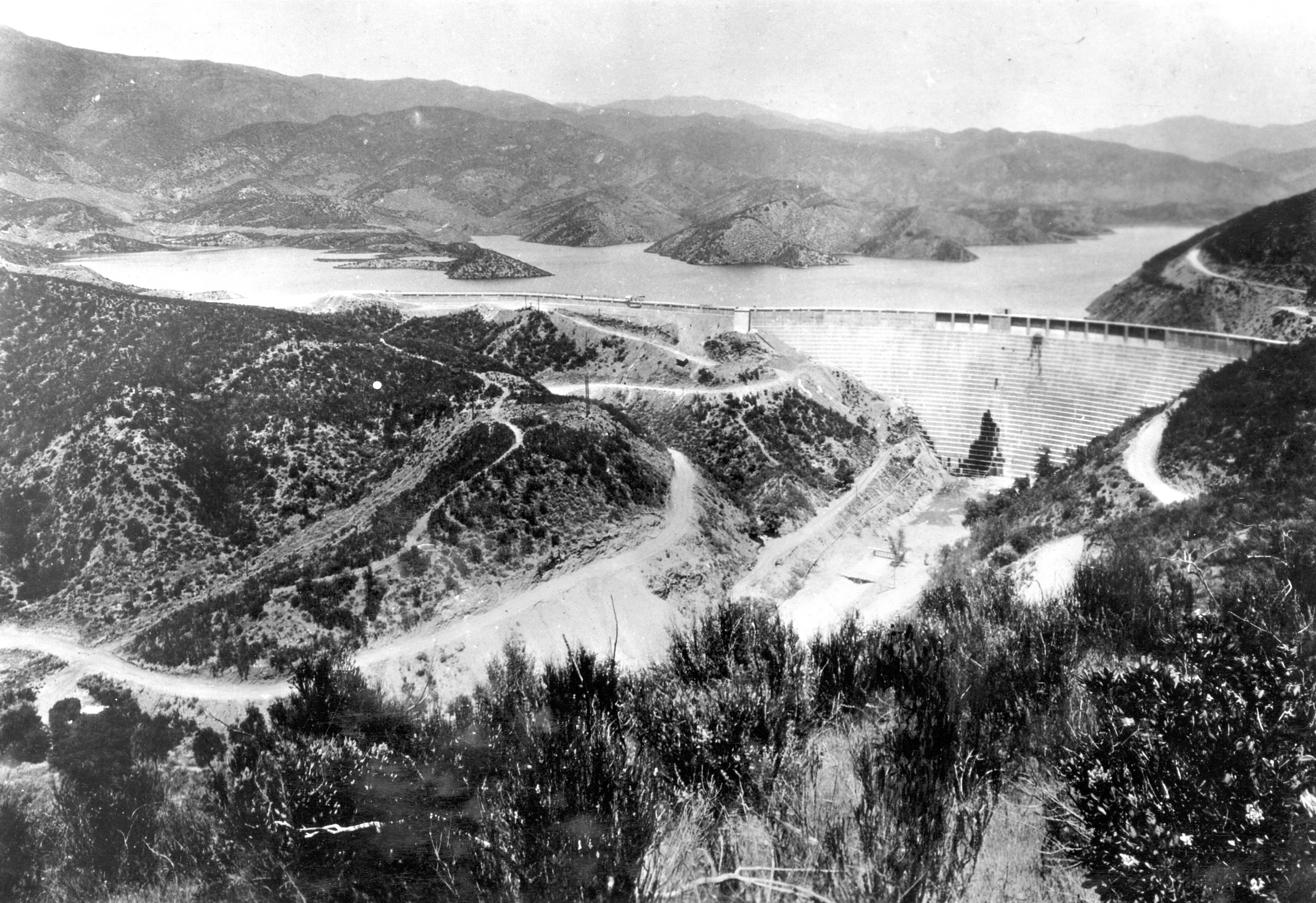
St.-Francis-Talsperre

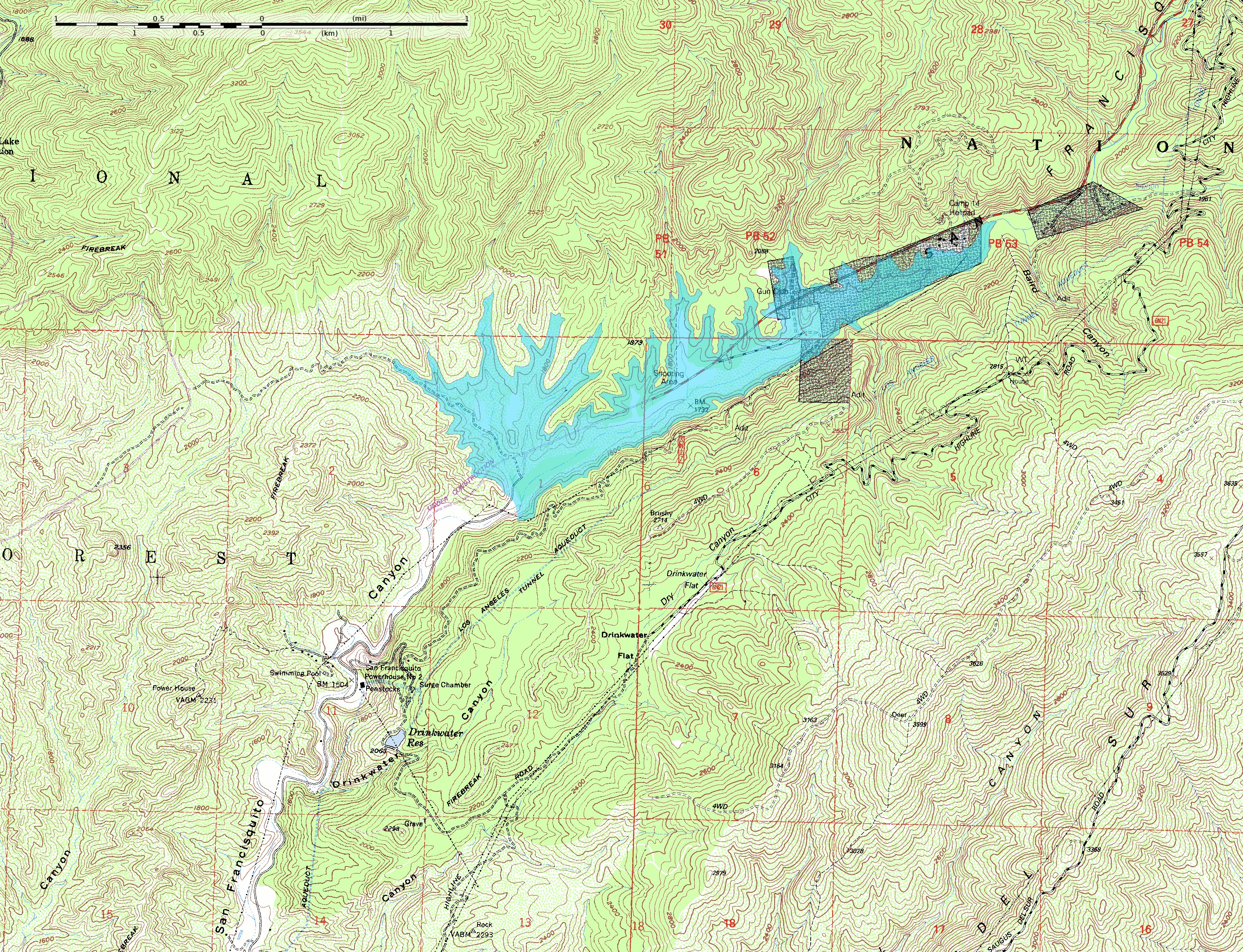
Lageplan des Stausees

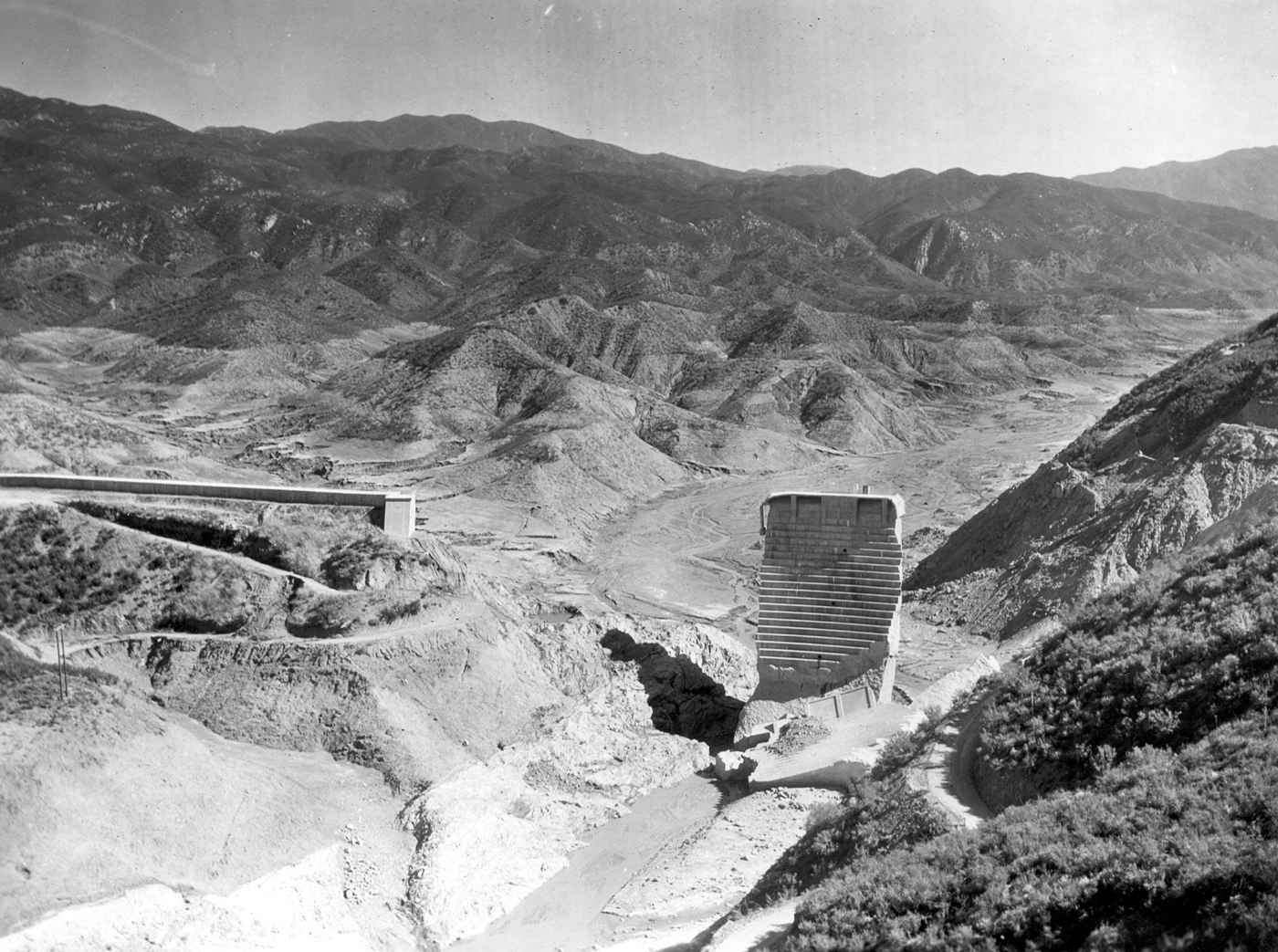
Damm nach Dammbruch

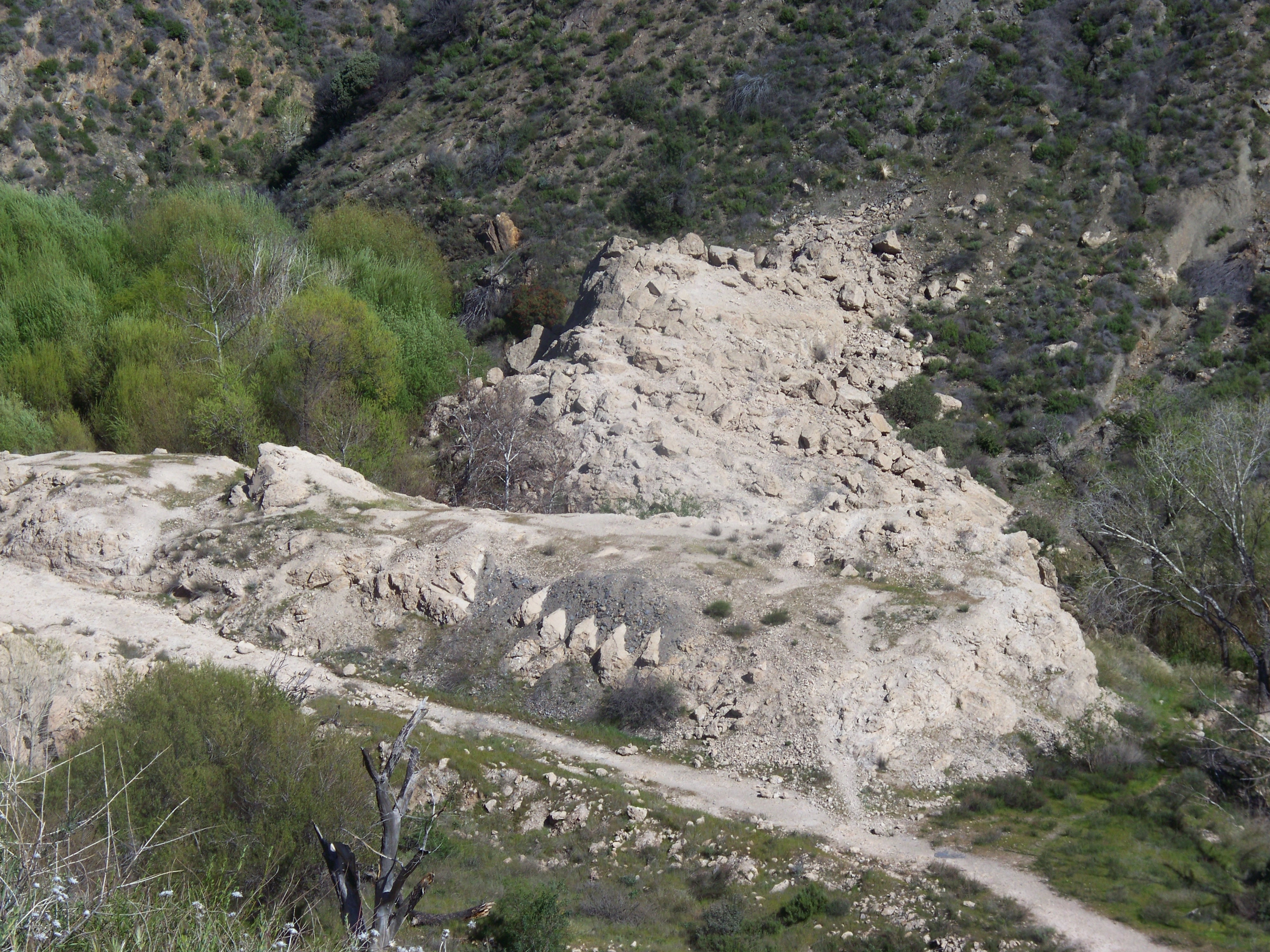
Überreste heute (2009)

Die St.-Francis-Talsperre war eine gekrümmte Gewichtsstaumauer aus Beton mit einem großen Stausee nahe bei Los Angeles in Kalifornien. Die Staumauer wurde von 1924 bis 1926 unter der Leitung von William Mulholland, einem Ingenieur des Los Angeles Department of Water and Power, gebaut. Die Staumauer brach wenige Minuten vor Mitternacht am 12. März 1928. Die entstehende Flutwelle tötete zwischen 550 und 600 Menschen. 2019 wurden dort ein Saint Francis Dam Disaster National Monument und ein Saint Francis Dam Disaster National Memorial ausgewiesen.

## Der Nutzen der Talsperre
Mulholland, ein autodidaktischer Bauingenieur und gebürtiger Ire, hatte den mit 380 km längsten Aquädukt der Welt vom Owens Valley nach Los Angeles entworfen und gebaut. Dieser diente seit seiner Fertigstellung 1913 der Wasserversorgung von Los Angeles. Die Stadt wuchs aber so schnell, dass ab 1920 mehr Wasser benötigt wurde. Mehrere kleinere Stauseen wurden 1921 gebaut, um die Stadt im Falle einer Dürre oder eines Schadens an dem Aquädukt zu versorgen, aber es wurde ein noch größeres Reservoir benötigt.
Mulholland hatte schon 1911 den San Francisquito Canyon, ca. 50 km nördlich von Los Angeles, als eine mögliche Stelle für eine Talsperre angesehen. Der Aquädukt lief den Canyon entlang, und zwei Generatorstationen nutzten Wasser des Aquädukts, um elektrischen Strom für Los Angeles zu erzeugen. Der Ort schien ideal zu sein, nicht nur weil der Stausee vor einer Dürre schützen würde, sondern auch weil er Ersatzwasser nach Los Angeles leiten konnte, wenn der Aquädukt von Erdbeben beschädigt oder sabotiert würde.

## Der Bau der Staumauer
Heute wissen Geologen, dass der Fels im San Francisquito Canyon ungeeignet ist, um eine Talsperrenanlage darauf zu gründen. Aber in den 1920er Jahren fanden zwei der führenden Geologen und Bauingenieure in Kalifornien, John C. Branner von der Stanford University und Carl E. Grunsky, keine Störungen in dem Fels. Die Staumauer wurde sogar direkt über die San Francisquito-Erdbebenverwerfung gebaut, wobei diese allerdings bis heute inaktiv ist. Grunsky war 1928 einer derjenigen, die mit der Untersuchung der Ursachen des Dammbruchs beauftragt wurden, zusammen mit seinem Sohn E. L. Grunsky und dem Geologen der Stanford University Bailey Willis. Sie fanden, dass insbesondere der Boden auf der Ostseite ungeeignet war, da dort neben einem alten Erdrutsch im Untergrund ein von zahlreichen Rissen durchsetzter Glimmerschiefer anstand, der durch Sickerwasser anschwoll und so zu Hebungen führte.
1924 begann der Bau der St.-Francis-Talsperre; der Name ist eine anglisierte Version des Flussnamens. Das Projekt begann heimlich, damit die Farmer, die das Wasser aus dem San Francisquito Creek brauchten, die Talsperre nicht bemerkten und den Bau nicht aufhielten.

## Bedeutsame Veränderungen
Die St.-Francis-Staumauer sollte 53 m hoch sein und einen Stauraum von 37 Mio. m³ (30.000 acre-feet) beinhalten. Gleich nach Beginn der Bauarbeiten entschied Mulholland, die Staumauer um drei Meter und die Kapazität auf 39 Mio. m³ zu erhöhen. Da noch nicht viel gebaut worden war, waren nur kleine Veränderungen nötig. Dann aber, im Juli 1925, als die Staumauer halb fertig war, entschied Mulholland, die Mauer noch einmal um drei Meter auf nunmehr insgesamt 59 Meter zu erhöhen. Ein Flügeldamm musste deshalb auf der westlichen Seite gebaut werden, damit das Wasser nicht seitlich überlief. Die neue Stauraumgröße war 47 Mio. m³ (38.170 acre-feet).
Gewichtsstaumauern wie die St.-Francis-Staumauer oder wie heute der Hoover Dam (Bogengewichtsstaumauer) nutzen ihr Eigengewicht, um dem Wasserdruck zu widerstehen. Die St.-Francis-Staumauer war aber von 53 auf 59 m erhöht worden, ohne dass ihre Breite nennenswert vergrößert worden war.

## Der Wasserkrieg
1927 gab es einige Menschen im Owens Valley, die den sogenannten kalifornischen Wasserkrieg führten und mehrmals den Los-Angeles-Aquädukt mit Dynamit sprengten. Die St.-Francis-Talsperre bewahrte Los Angeles in dieser Zeit vor Wassermangel; außerdem wurde mit dem Wasser aus dem Stausee Strom erzeugt. Mulholland nannte die Talsperre daher „providential“, was in etwa so viel bedeutet wie „Vorsehung“.
Auf der Höhe des Wasserkrieges wurde auch die St.-Francis-Talsperre bedroht. Ein anonymer Anrufer ersuchte die Polizei, einige Beamte schnell dorthin zu schicken. Es wurde aber kein Versuch gemacht, die Staumauer zu sprengen.

## Bruch der Staumauer

### Vorgeschichte
1926 und 1927 gab es verschiedene Risse in der Staumauer. Einige begannen zu lecken. Mulholland inspizierte diese Risse und fand sie bedeutungslos, denn alle Betonmauern bekommen mit der Zeit Risse.
Am 7. März 1928 war der Stausee zum ersten Mal vollständig gefüllt. Neue Leckagen wurden vom Staumeister Tony Harnischfeger entdeckt, aber Mulholland war überzeugt, dass sie relativ unbedeutend waren.
Eine andere Ursache des Versagens könnte der Bau einer neuen Straße entlang des östlichen Widerlagers sein, das auf einem alten Bergrutschgelände angelegt war. Bis zum 8. März 1928 wurde dort auf der Straßenbaustelle mit Dynamit gesprengt, und viel davon gleich neben dem instabilen Widerlager. Es ist unbekannt, ob die Sprengungen den Fels gelockert haben können.
Am Morgen des 12. März entdeckte der Staumeister Harnischfeger ein neues Leck und war beunruhigt, dass es die Staumauer unterhöhlen könnte. Mulholland, sein Sohn Perry und sein Assistent Harvey van Norman kamen zur Untersuchung. Perry hielt das Leck für gravierend, aber Mulholland hielt es für typisch für Betonstaumauern und erklärte es als sicher.

### Der Bruch
Die Staumauer versagte am 12. März 1928 um 23:57 Uhr, rund zwölf Stunden nachdem Mulholland sie inspiziert hatte. Es gab keine überlebenden Augenzeugen des Bruches, aber ein Mann, der einen Kilometer entfernt auf der Straße war, erinnerte sich später an ein seltsames Rütteln des Bodens und den Klang von stürzenden, fallenden Steinen. Die Erschütterungen, die er fühlte, waren kein Erdbeben (Seismographen zeichneten keine signifikanten Erdbewegungen auf), sondern eher das Fallen außerordentlich schwerer Betonstücke, die von der Staumauer herunterfielen.
Es wurde nie genau festgestellt, wie und warum die Staumauer versagte. Der Ingenieur und Geologe J. David Rogers hat die umfangreichste Beschreibung des Bruches veröffentlicht, der seiner Meinung nach vom Auftrieb, der Instabilität des alten Bergrutschgeländes und der unklugen Mauererhöhung herrührte.

### Die Flutwelle
45 Millionen Kubikmeter Wasser stürzten den San Francisquito Canyon hinab, zermalmten die schweren Betonwände eines Wasserkraftwerks und spülten alles auf ihrem Weg weg. Die Flut setzte sich im Santa Clara River fort. Die Städte Castaic Junction im Los Angeles County, Fillmore, Bardsdale und Santa Paula im Ventura County wurden besonders hart getroffen.
Der Staumeister Tony Harnischfeger war wahrscheinlich der erste, der in der rund 38 Meter hohen Flutwelle umkam, als sie seine kleine Unterkunft im San Francisquito Canyon traf. Seine Leiche wurde nie gefunden.
Tapferkeit zeigten die Telefonisten und Polizisten auf Motorrädern, die die Bevölkerung vor der Gefahr warnten, bis die ansteigende Flut sie zum Rückzug zwang.

### Nachspiel
Die genaue Opferzahl bleibt bis heute unbekannt. Die offizielle Zählung vom August 1928 ergab 385 Tote. Allerdings wurden jedes Jahr bis in die 1950er Jahre weitere Leichen entdeckt, und die Überreste eines weiteren Opfers wurden erst 1992 bei Newhall tief im Boden gefunden. Generell anerkannt ist eine Zahl zwischen 550 und 600 Toten.

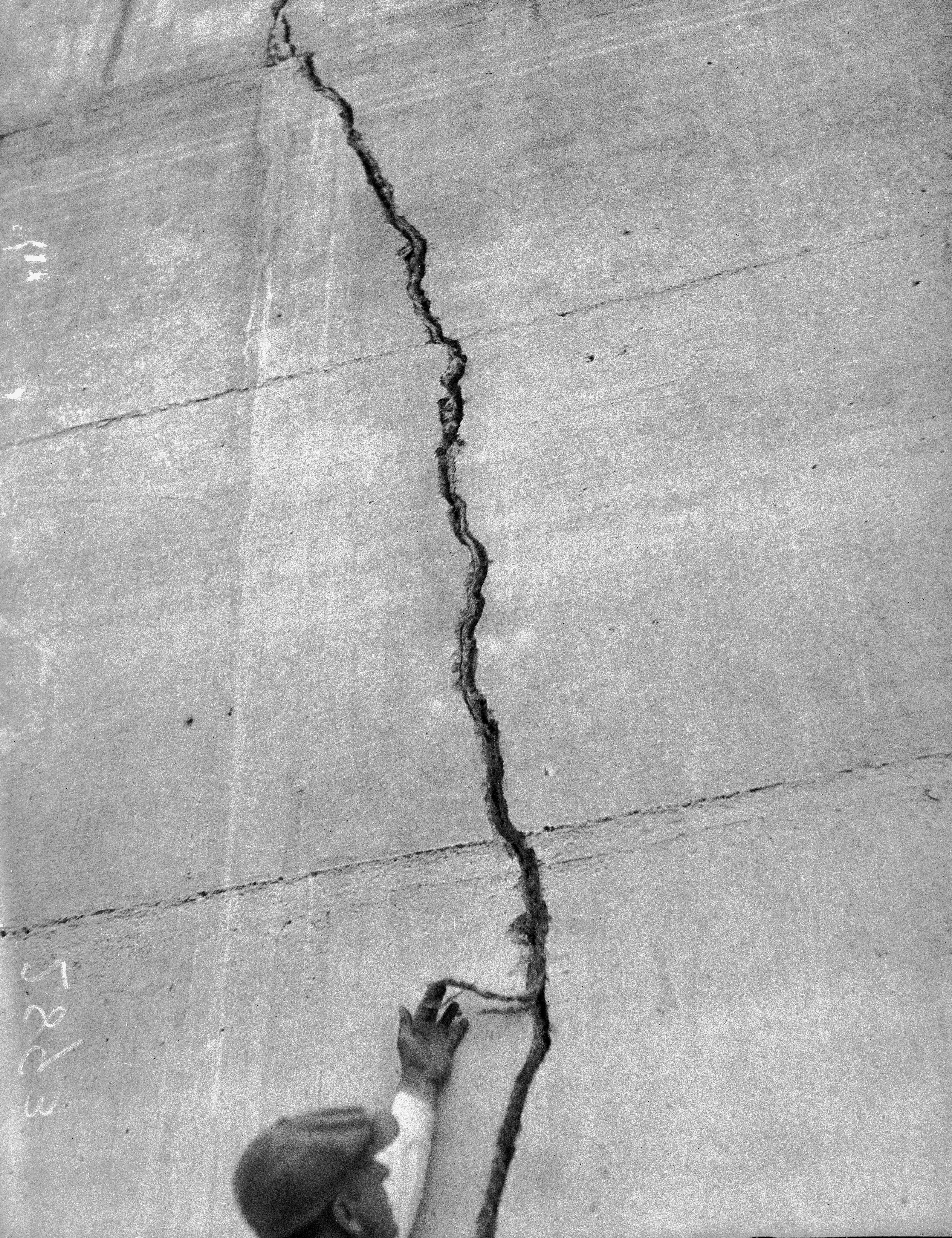
Riss in Staumauerbereich nach dem Bruch (1928)

Mulholland nahm alle Schuld bereitwillig auf sich. In der folgenden juristischen Anhörung zum Unglück hielt er es allerdings noch für möglich, dass der Staudamm sabotiert worden sein könnte. Die Untersuchungsberichte von Grunsky und Willis kamen zu dem Schluss, dass nach damaligen Stand der Wissenschaft nicht vorhersehbare Schwächen des Untergrunds hauptverantwortlich waren (siehe oben). Mulholland wurde in der offiziellen Untersuchung von strafrechtlicher Schuld freigesprochen, man empfahl aber, dass zukünftig keine Person mehr allein für den Entwurf und die Konstruktion von Staudämmen zuständig sein sollte. Mulholland trat in der Folge 1929 von seinem Amt zurück. Das Misstrauen der Öffentlichkeit führte dazu, dass die von ihm verantworteten Dämme (wie der Mulholland Dam in Hollywood) und anderen Bauten zur Wasserversorgung einer gründlichen Untersuchung unterzogen und teilweise verstärkt wurden.
Die Talsperre ist nicht wieder aufgebaut worden. Verschiedene große Betonstücke sind nicht fortgespült worden, einschließlich des Mittelstücks der Staumauer, das aufrecht stehen blieb. Nach dem Tod eines jungen Mannes, der von einem großen Betonstück fiel, während er die Ruinen zwei Monate nach dem Bruch auskundschaftete, wurden die Überreste gesprengt und mit dem Presslufthammer in Trümmer geschlagen.
Was heute geblieben ist, sind ein paar verwitterte Bruchstücke grauen Betons und verrostete Überbleibsel der Geländer auf der Mauerkrone. Die Ruinen sind von der San Francisquito Canyon Road aus leicht zu sehen, ungefähr 8 km nördlich der Stadt Newhall.

### Künstlerische Verarbeitung
Der Bruch des Staudamms ist Gegenstand des Liedes St. Francis Dam Disaster von Frank Black (2001).

### National Monument und National Memorial
Am 12. März 2019 wurde mit Unterzeichnung des Kongress-Gesetzes John D. Dingell, Jr. Conservation, Management, and Recreation Act durch Präsident Donald Trump auf getrennten Flächen ein US-amerikanisches National Monument mit Namen Saint Francis Dam Disaster National Monument und ein Saint Francis Dam Disaster National Memorial ausgewiesen. Beide Flächen werden vom United States Forest Service innerhalb des Angeles National Forest betreut.